# Chionochloa
Chionochloa és un gènere de plantes de la família de les poàcies (gramínies). Conté una vintena d'espècies natives de Nova Zelanda i el Sud-Est d'Austràlia. Són anomenades localment com a 'herbes de les neus' o 'herbes de ualabí. Són herbes perennes, cespitoses, formen canyes d'uns 20 a 250 cm d'alçada (generalment agrupades en tussocks grossos). La tija presenta nusos glabres i internusos interiorment buits. Les fulles són generalment basals, amb aurícules absents i fundes amb pèls apicals, lineals, de mida variable depenent de l'espècie (0,8-10 mm d'ample per 5-150 cm de llargada), planes o enrotllades sense nerviació creuada amb lígula formada per una franja de pèls d'un mm. de llargada.

## Taxonomia
| - Chionochloa acicularis - Chionochloa antarctica - Chionochloa archboldii - Chionochloa archboldii - Chionochloa australis - Chionochloa beddiei - Chionochloa bromoides - Chionochloa cheesemanii - Chionochloa conspicua - Chionochloa crassiuscula - Chionochloa defracta - Chionochloa flavescens - Chionochloa flavicans - Chionochloa frigida | - Chionochloa howensis - Chionochloa juncea - Chionochloa lanea - Chionochloa macra - Chionochloa nivifera - Chionochloa oreophila - Chionochloa ovata - Chionochloa pallens - Chionochloa rigida - Chionochloa rubra - Chionochloa spiralis - Chionochloa teretifolia - Chionochloa vireta |

## Etimologia
El nom del gènere prové del grec Chion = neu i chloe = herba, en referència el seu nom comú en anglès herba de les neus ('snowgrasses').